# 富田重政
富田重政（1564年—1625年5月25日）是日本戰國時代至江戶時代初期的武將和劍豪。前田氏家臣。父親是山崎景邦。

## 生平
在永祿7年（1564年）出生。父親景邦是越前國的戰國大名朝倉氏的家臣兼富田流弟子。仕於前田利家。天正11年（1583年），在能登國末森城的戰鬥中，因為得到一番槍的武功，受利家讚賞，並迎富田景政的女兒為妻。
參與小田原之戰和關原之戰，隨前田軍出征。因為戰功，被賜予1萬3千6百7十石領地。在前田利長隱居並把家督讓予前田利常時，亦隨之隱居。不過在慶長19年的大坂之戰中，亦有參戰，並得到19個敵兵的首級而立下戰功。在寬永2年4月19日（1625年5月25日）死去。享年62歲。
中條流的劍豪之一，因為越後守的官位，被稱為「名人越後」而受人畏懼。